# Scutul mental

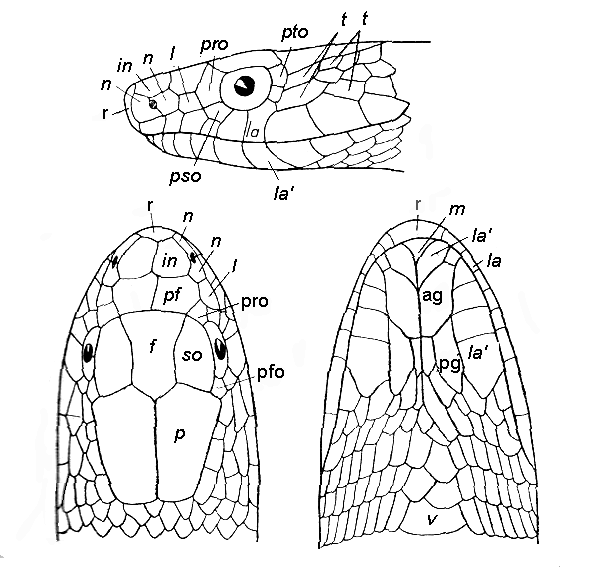
Terminologia scuturilor capului la șarpele Coluber ventromaculatus (după Malcolm A. Smith, 1943). Sus – aspect lateral, jos, în stânga – aspect dorsal, jos, în dreapta - aspect ventral
ag – Inframaxilar anterior,
f – Frontal,
in – Internazal,
l – Loreal,
la – Supralabial,
la' – Sublabial,
m – Mental,
n – Nazal,
p – Parietal,
pf – Prefrontal,
pg – Inframaxilar posterior,
pro – Preocular,
pso – Subocular,
pto – Postocular,
r – Rostral,
so – Supraocular,
t – Temporal,
v – Primul ventral

Scutul mental (Scutum mentale) numit și scutul simfizal sau scutul simfizial este un solz triunghiular impar mic și median la șerpi situat apical pe fața ventrală a capului la locul de unire a maxilarelor inferioare, între primele scuturi sublabiale. Superior el corespunde cu scutul rostral, iar lateral și posterior este în contact cu primele scuturi sublabiale.